# Stylatula lacazi
Stylatula lacazi är en korallart som beskrevs av Rudolf Albert von Kölliker 1870. Stylatula lacazi ingår i släktet Stylatula och familjen Virgulariidae. Inga underarter finns listade i Catalogue of Life.